# Labroidei
Als Labroidei wird in vielen älteren Systematiken eine Unterordnung aus der Ordnung der Barschartigen (Perciformes) bezeichnet. In die Unterordnung werden die Familien der Lippfische (Labridae), der Papageifische (Scaridae), die Odacidae, die Riffbarsche (Pomacentridae), die Brandungsbarsche (Embiotocidae) und die Buntbarsche (Cichlidae) gestellt.

## Merkmale
Grund für die angenommene Verwandtschaft ist der kompliziert gebaute Kiefer- und Schlundkieferapparat, der eine vielseitige Anpassungen an unterschiedliche Ernährungsweisen ermöglichte. DNA-Sequenzanalysen und Vergleiche lassen aber keine Verwandtschaft zwischen Lippfischen, Papageifischen und Odaciden auf der einen und Buntbarschen, Brandungsbarschen und Riffbarschen auf der anderen Seite erkennen. Die ähnliche Schädelanatomie muss unabhängig voneinander mehrmals entstanden sein.
Für die Buntbarsche, Brandungsbarsche, Riffbarsche und einige andere mit ihnen verwandte Taxa wurde eine neue taxonomische Gruppe, die Ovalentaria eingeführt, deren Verwandtschaft sich vor allem auf molekularbiologischen Untersuchungen gründet und nur durch morphologische Merkmale an den Eiern der Tiere gestützt wird.
Zudem gehören die bisher in den Rang eigenständiger Familien gestellten Papageifische und Odaciden phylogenetisch zu den Lippfischen, so dass diese als einzige Familie der Labroidei verbleiben.